# Contea di Covington (Mississippi)
La contea di Covington (in inglese Covington County) è una contea dello Stato USA del Mississippi. Il nome le è stato dato in onore al brigadiere generale Leonard Covington del Maryland. Al censimento del 2000 la popolazione era di 19 407 abitanti. Il suo capoluogo è Collins.

## Geografia fisica
L'U.S. Census Bureau certifica che l'estensione della contea è di 1075 km², di cui 1072 km² composti da terra e i rimanenti 3 km² composti di acqua.

## Infrastrutture e trasporti

### Strade
- U.S. Highway 49
- U.S. Highway 84
- Mississippi Highway 35
- Mississippi Highway 37
- Mississippi Highway 588

## Contee confinanti
- Contea di Smith, Mississippi - nord
- Contea di Jones, Mississippi - est
- Contea di Forrest, Mississippi - sud-est
- Contea di Lamar, Mississippi - sud
- Contea di Jefferson Davis, Mississippi - ovest
- Contea di Simpson, Mississippi - nord-ovest

## Storia
La Contea di Covington venne costituita nel 1819 da parte delle contee di Lawrence e Wayne.

## Città
- Collins
- Mount Olive
- Seminary